# (27715) 1989 CR1
(27715) 1989 CR1 es un asteroide perteneciente al cinturón de asteroides, región del sistema solar que se encuentra entre las órbitas de Marte y Júpiter, descubierto el 5 de febrero de 1989 por Yoshiaki Oshima desde el Observatorio Gekko, Kannami, Japón.

## Designación y nombre
Designado provisionalmente como 1989 CR1. 

## Características orbitales
1989 CR1 está situado a una distancia media del Sol de 2,332 ua, pudiendo alejarse hasta 2,711 ua y acercarse hasta 1,953 ua. Su excentricidad es 0,163 y la inclinación orbital 8,542 grados. Emplea 1300,72 días en completar una órbita alrededor del Sol.

## Características físicas
La magnitud absoluta de 1989 CR1 es 14,79. Tiene 6,395 km de diámetro y su albedo se estima en 0,082. 